# کریستین بورداکاهار
کریستین بورداکاهار (انگلیسی: Cristian Bordacahar؛ زادهٔ ۲۷ اکتبر ۱۹۹۱) بازیکن فوتبال اهل آرژانتین است.
از باشگاه‌هایی که در آن بازی کرده‌است می‌توان به باشگاه فوتبال اتلتیکو تیگره اشاره کرد.